# Bischofsreut
Bischofsreut je součástí obce Haidmühle v Německu v dolnobavorském zemském okrese Freyung-Grafenau. Nachází se v nadmořské výšce kolem 1000 metrů na hranici s Českou republikou, na půli cesty mezi Haidmühle a Philippsreutem.

## Historie
Obec byla založena na Zlaté stezce roku 1705 14 osadníky z popudu knížete biskupa Johanna Philippa von Lamberg. V roce 1708 pak byla na české straně založena obec České Žleby. Kníže-biskup udělil tuto oblast svým osadníkům v roce 1713. Mezi lidmi se stalo běžné místní jméno Neuhäuser.
Usnesením bavorského zemského ministerstva vnitra ze dne 27. dubna 1951 byl název obce změněn z „Leopoldsreut“ na „Bischofsreut“. Dne 1. května 1978 byla obec zrušena a stala se místní částí obce Haidmühle.

## Turistika
Turistika zažila v Bischofsreutu obrovský rozmach v 60. letech 20. století. V roce 1960 obec Bischofsreut napočítala 7 406 přenocování, v roce 1970 již 43 836 přenocování s 327 lůžky. Farmářské a lesní muzeum sídlí v kulturním domě od roku 1976. Kromě zemědělské a lesnické techniky je vystaveno i řemeslné náčiní ze Šumavy a Bavorského lesa.
Na turistické stezce Bischofsreut (Marchhäuser) – České Žleby je přechod do Česka.